# Elezioni parlamentari a Cuba del 2013
Le elezioni parlamentari si sono tenute a Cuba il 3 febbraio 2013.

## Sistema elettorale
I 612 membri dell'Assemblea nazionale del potere popolare sono stati eletti in collegi uninominali. I candidati dovevano ottenere almeno il 50% dei voti validi nella loro circoscrizione per essere eletti. Qualora nessun candidato avesse superato la soglia del 50%, il seggio sarebbe rimasto vacante finché il Consiglio di Stato avesse deciso di indire delle elezioni.
Vi era un solo candidato in ciascuna circoscrizione, approvato dalla Commissione Nazionale per la Candidatura. La legge elettorale in vigore all'epoca stabiliva che la metà dei candidati dovesse essere costituita da consiglieri comunali, mentre l'altra metà dovesse essere decisa da assemblee composte da membri dei Comitati per la Difesa della Rivoluzione e gruppi che rappresentavano agricoltori, studenti, donne, operai e giovani.

## Risultati
| Opzione                   | Voti      | %     | Seggi |
| ------------------------- | --------- | ----- | ----- |
| Lista completa            | 6.031.215 | 81,30 | 612   |
| Voto selettivo            | 1.387.307 | 18,70 | 612   |
| Schede bianche/nulle      | 459.384   |       |       |
| Totale                    | 7.877.906 | 100   | 612   |
| Voti registrati/affluenza | 8.668.457 | 90.88 |       |

- Fonte: Juventud Rebelde